# اركض، اختبئ، قاتل (فلم)
اركض، أختبي، قاتل (بالإنجليزية: Run Hide Fight) فيلم أكشن، وإثارة أمريكي لعام 2020 من تأليف وإخراج كايل رانكين. بطولة توماس جين، ورادها ميتشل، وإيزابيل. يتبع مدرسة ثانوية يحاصرها مجموعة من القناصين. عرض الفيلم لأول مرة في مهرجان البندقية السينمائي في 10 سبتمبر 2020.
عرض رقمياً في 14 يناير 2021 على منصة دايلي واير (موقع إخباري أمريكي، وشركة إعلامية تأسست عام 2015)، وتلقى آراء متباينة من النقاد.

## طاقم التمثيل
- توماس جين: في دور تود هال
- رادها ميتشل: في دور جينيفر هال
- إيزابيل ماي: في دور زوي هال
- ايلي براون: في دور تريستان فوي
- أولي شولوتان: في دور لويس واشنطن
- تريت ويليامز: في دور الشريف تارسى
- باربرا كرامبتون: في دور السيدة كروفورد
- سايروس أرنولد: في دور كيب كواد
- بريتون سير: في دور كريس جيليك
- كاثرين ديفيس: في دور آنا جيليك
- سيندي فيلا: في دور السيدة نونيز
- توم ويليامسون: في دور السيد كومبس
- جويل ميشالي: في دور السيد ييتس[7]

## أحداث الفيلم
تعاني طالبة المدرسة الثانوية زوي هال (إيزابيل ماي) بعد وفاة والدتها جينيفر (رادها ميتشل)، مما تسبب في توتر علاقتها مع والدها، تود (توماس جين). تشهد زوي، وهي في طريقها إلى المدرسة، زميلها في الدراسة كريس جيليك (بريتون سير) وهو يزرع جهازًا غريبًا في أحد الحقول، لكنه يمرر الموضوع على أنه مزحة. تحاول لويس (أولي شولوتان)، صديقة زوي المقربة، في المدرسة أن تطلب منها أن تحضر حفلة موسيقية، لكن ذلك يأتي بنتائج عكسية.
تصطدم شاحنة بكافتيريا المدرسة وعلى متنها أربعة قناصيين، ويأمرهم الزعيم تريستان فوي (ايلي براون) قتل الطلاب، وتكليف لويس (أولي شولوتان)، بالدخول إلى صفحة المدرسة على فيسبوك بالبث المباشر لتريستان. تهرب زوي وتساعد الآخرين على الهرب.
يعترف تريستان أن دافعه الوحيد هو التسبب في الفوضى، ويقتل مدير المدرسة. يحاول الشريف تارسي الرد على إطلاق النار، وتداهم الشرطة منزل تريستان لتكتشف أنه قتل والدته. تلتقط وسائل الإعلام البث المباشر، مما يسعد تريستان كثيرًا، ويبدأ في إخراج الطلاب من فصولهم.
يواجه القناص كيب (سايروس أرنولد) زوي التي تتغلب عليه وتقيد يديه.  يعترف كيب أن دافعه لإطلاق النار كان انتقاما لحادث تنمر وقع في المدرسة الإعدادية. تتصل زوي بالمأمور وتخبره أنه يحتاج إلى توجيه كاميرات وسائل الإعلام بعيدًا عن المدرسة حتى تتمكن من إجلاء الطلاب بأمان. يطلب تريستان من زوي الكشف عن نفسها له، ويهدد بقتل الرهائن كل خمس دقائق إذا لم تفعل ذلك. يعرب كيب عن ندمه على ما فعل، وكتكفير عن جرائمه، تطلب منه زوي نصب كمين لتريستان، تهرب زوي مع لويس، الذي يحذرها من وجود شاحنة في الكافيتريا مليئة بالمتفجرات. يتم إرسال كريس لقتل زوي، قبل أن يتمكن كريس من ذلك، تختطف زوي البث المباشر، وتخبر تريستان أنها الشخص الذي سيتذكره الناس، وليس هو.
يقوم تريستان بتجهيز الشاحنة للانفجار والهرب برهينة واحدة وعبوة ناسفة. تزيل زوي الشاحنة من الكافيتريا لتنفجر في ساحة انتظار السيارات الشاغرة. تحاول زوي مطاردة تريستان، لكن قوات التدخل السريع تعتقلها عن طريق الخطأ. تقابل زوي الشريف تارسي، الذي يشكرها على تصرفاتها ويخبرها بأن تريستان مات في الانفجار. تلتقي زوي مع والدها، لتأكيد حبهما وإصلاح علاقتهما، ولكنها تلمح تريستان يفر إلى الغابة، بعد أن زيف موته. تسترد زوي بندقية صيد والدها وتطلق النار على تريستان، وتتركه ينزف، وهي تخبره أن هذا ما يستحقه مقابل ما فعله.

## استقبال الفيلم
منح موقع الطماطم الفاسدة الفيلم تقييماً مقداره 44% بناء على آراء 18 ناقداً سينمائياً، ومنح موقع ميتاكريتيك الفيلم تقييماً مقداره 13% بناءاً على آراء ثمانية نقاد.
ووصف جوناثان رومني، من المجلة البريطانية سكرين انترناشيونال، الفيلم بأنه «لا طعم له في الأساس»، لكنه امتدح الفيلم بسبب «الأداء القوي للنجوم الشباب».
قارن جاي لودج من مجلة فارايتي بين «اركض، اختبئ، قاتل» وبين الفلمين «الفيل» عام 2003، و«ألعاب الجوع» عام 2012، وانتقد الفيلم لكونه «مجرد مشاة على مستويات الاتجاه والحرف والأداء» وجذب الانتباه إلى الترويج لخط غامض حول التحكم في السلاح وأخلاق العين بالعين.
كتب ديفيد روني من هوليوود ريبورتر: «بغض النظر عن المواقف الفاترة جانباً، هذا هو فيلم» مت بقوة" في مدرسة ثانوية، حيث تحصل جون ماكلين البالغة من العمر 17 عامًا على مدخلات تحفيزية من والدتها الميتة المصابة بالسرطان وهي تفكك المؤامرة القاتلة باستخدام القليل من الامكانات. انتقد ديفيد إيرليش من إندي واير المخرج رانكين للعديد من الاستعارات التي قدمها، مشيرًا إلى أن الفيلم "فيلم تشويق عاطفي وغباء ومثير للاستهزاء لا يدور في ذهنه ما يكفي حتى «كن استفزازيًا». قارن روبي كولين، من الصحيفة اليومية البريطانية التلغراف، بشكل سلبي زعيم عصابة قناصين المدرسة بجوكر من فيلم «الفارس الأسود» وأشار إلى أن «أداء ماي يبدو بطوليًا مثل الشخصية التي تلعبها» ولكن الفيلم «لا يحاول التعامل مع إطلاق النار على المدرسة الأمريكية كظاهرة ثقافية عدمية».

## وصلات خارجية
https://www.imdb.com/title/tt11456054/ اركض، اختبئ، قاتل (فيلم)
https://www.rottentomatoes.com/m/run_hide_fight اركض، اختبئ، قاتل (فيلم)
https://www.metacritic.com/movie/run-hide-fight اركض، اختبئ، قاتل (فيلم)
https://www.rogerebert.com/reviews/run-movie-review-2020 اركض، اختبئ، قاتل (فيلم)